# Данбі (Вермонт)
Данбі (англ. Danby) — місто (англ. town) в США, в окрузі Ратленд штату Вермонт. Населення — 1284 особи (2020).

## Демографія
Згідно з переписом 2010 року, у місті мешкало 1311 осіб у 550 домогосподарствах у складі 370 родин. Було 734 помешкання
Расовий склад населення:
| - 98,5 % — білих - 0,2 % — азіатів |

До двох чи більше рас належало 1,1 %. Частка іспаномовних становила 0,6 % від усіх жителів.
За віковим діапазоном населення розподілялося таким чином: 21,9 % — особи молодші 18 років, 61,2 % — особи у віці 18—64 років, 16,9 % — особи у віці 65 років та старші. Медіана віку мешканця становила 44,2 року. На 100 осіб жіночої статі у місті припадало 100,8 чоловіків;  на 100 жінок у віці від 18 років та старших — 100,4 чоловіків також старших 18 років.
Середній дохід на одне домашнє господарство  становив 66 590 доларів США (медіана — 59 853), а середній дохід на одну сім'ю — 73 536 доларів (медіана — 61 940). Медіана доходів становила 46 442 долари для чоловіків та 27 625 доларів для жінок. За межею бідності перебувало 4,7 % осіб, у тому числі 5,5 % дітей у віці до 18 років та 4,5 % осіб у віці 65 років та старших.
Цивільне працевлаштоване населення становило 684 особи. Основні галузі зайнятості: роздрібна торгівля — 21,1 %, освіта, охорона здоров'я та соціальна допомога — 19,0 %, виробництво — 15,5 %.